# Renault Samsung SM3
Samsung SM3 —  сімейний автомобіль гольф-класу (класу С +) який випускається компанією Renault Samsung Motors з 2002 року. 
Існують такі покоління Samsung SM3:
- Samsung SM3 I (2002-2009)
- Samsung SM3 II (2009-наш час)

## Samsung SM3 I (2002-2009)
Samsung SM3 I — перше покоління сімейного автомобіля класу «C», що випускалося в кузові седан французько-корейським автомобільним альянсом Renault Samsung Motors з 2002 по 2009 роки на основі седана Nissan Almera. 
У 2005 році автомобіль було модернізовано.

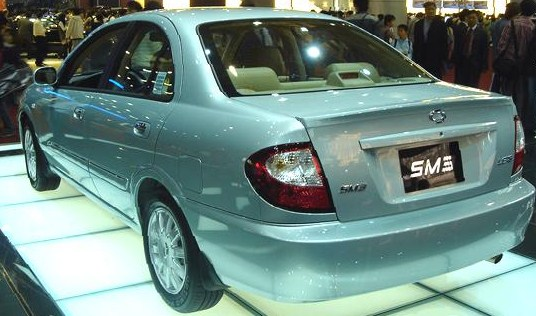
Samsung SM3 I (2002-2005)
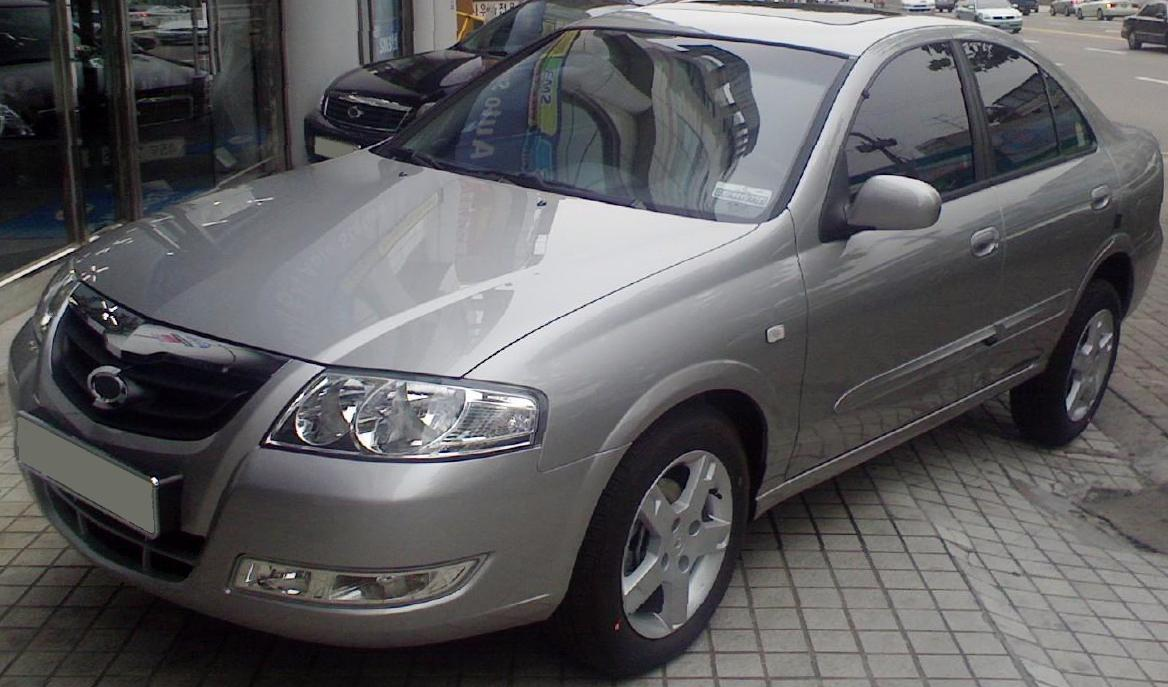
Samsung SM3 I (2005-2009)
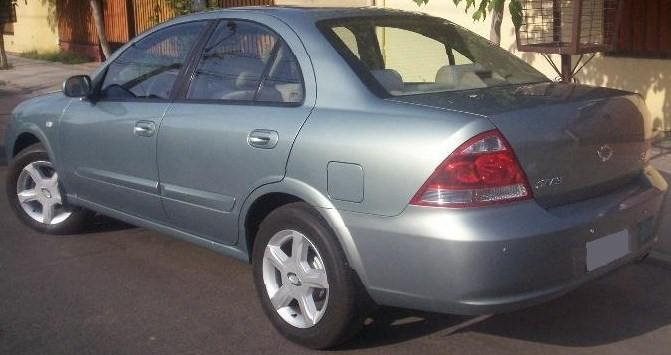
Samsung SM3 I (2005-2009)
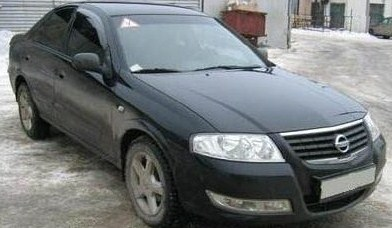
Nissan Almera Classic (2006-2009)

## Samsung SM3 II (2009-наш час)
Samsung SM3 II — друге покоління сімейного автомобіля класу «C» (гольф-клас), що випускається в кузові седан французько-корейським автомобільним альянсом Renault Samsung Motors. Для європейського ринку випускається під маркою Renault Fluence (виготовляється в Туреччині на заводі Oyak). Двигун 1.6 л і потужністю 110 к.с. досить економний — всього лише 6,5 л на 100 км в заміському циклі.
У 2012 році SM3 оновили, змінивши зовнішній вигляд, в тому числі стандартні ксенонові фари, і оснащення.

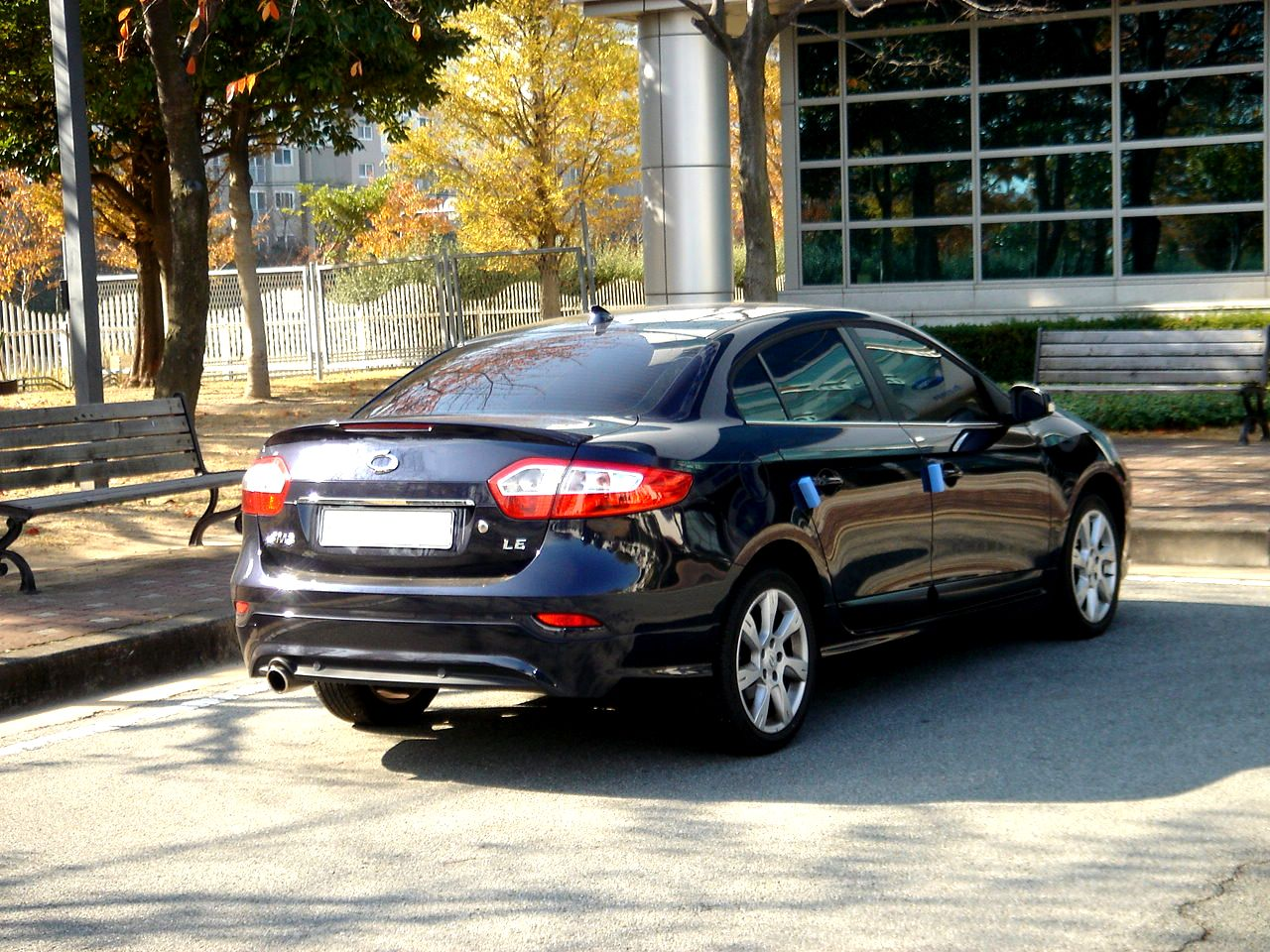
Samsung SM3 II (2009-2012)
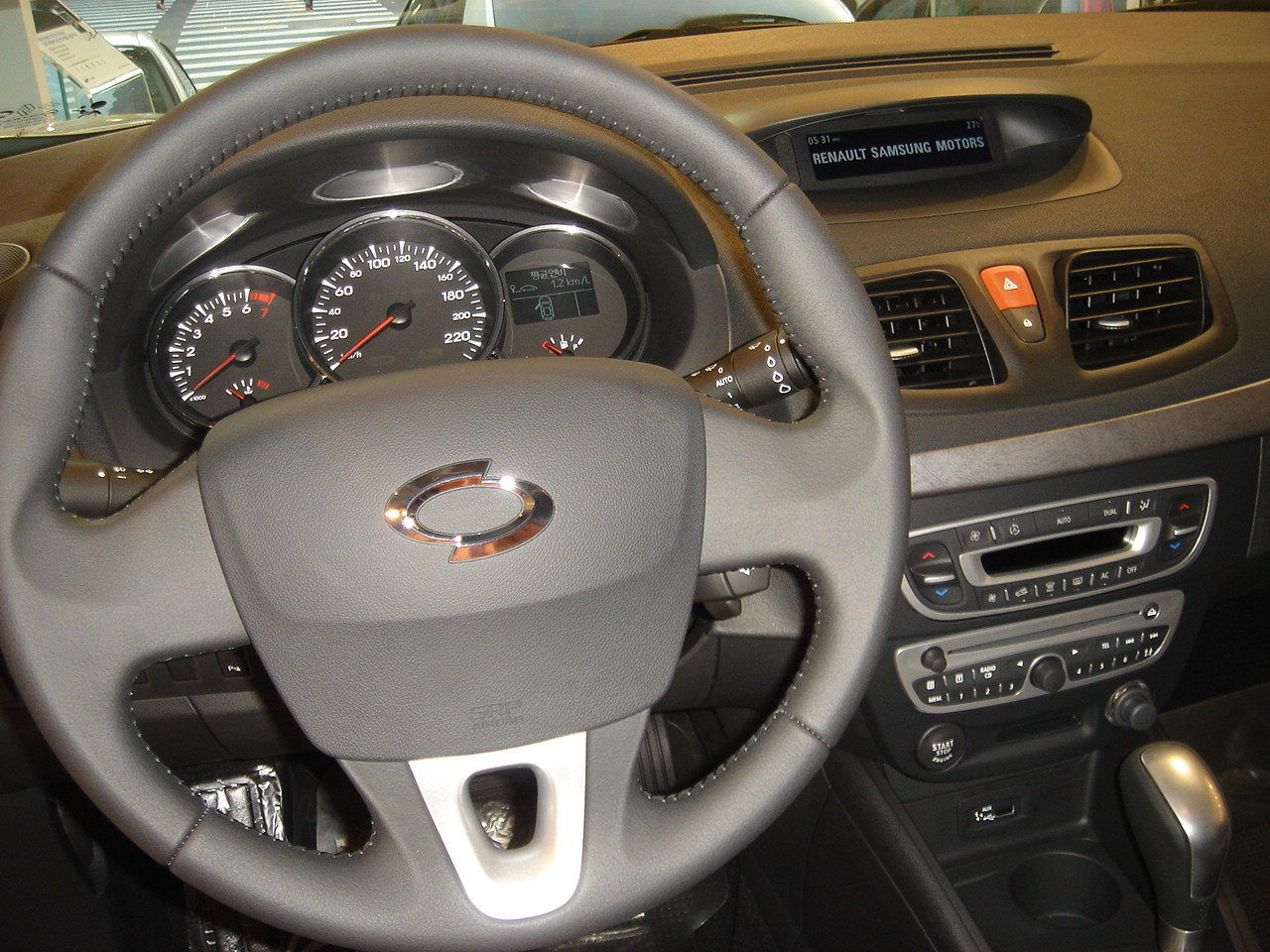
Samsung SM3 Вигляд салону
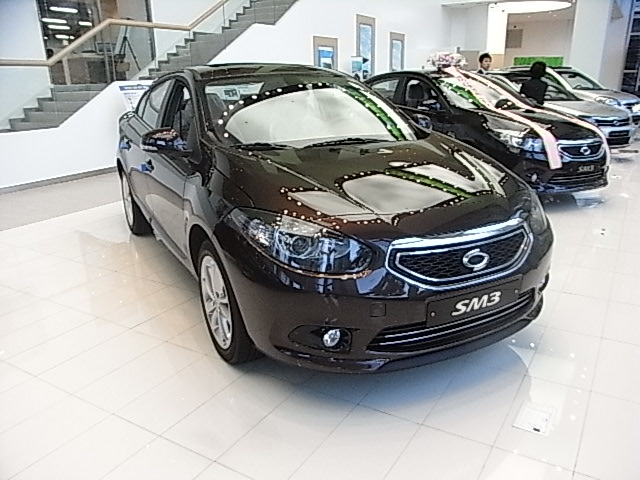
Samsung SM3 II (2012-2014)
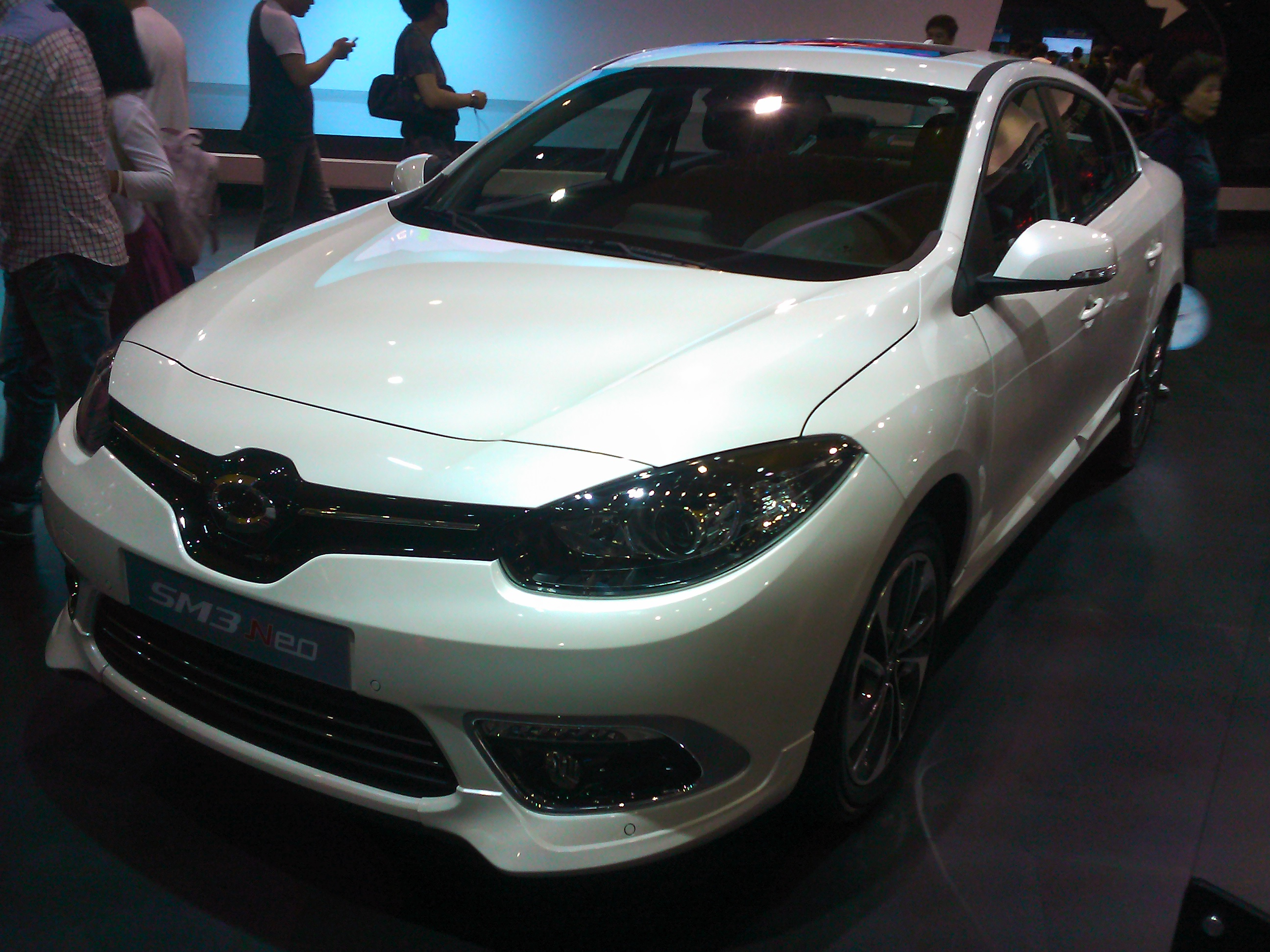
Samsung SM3 II (з 2014)
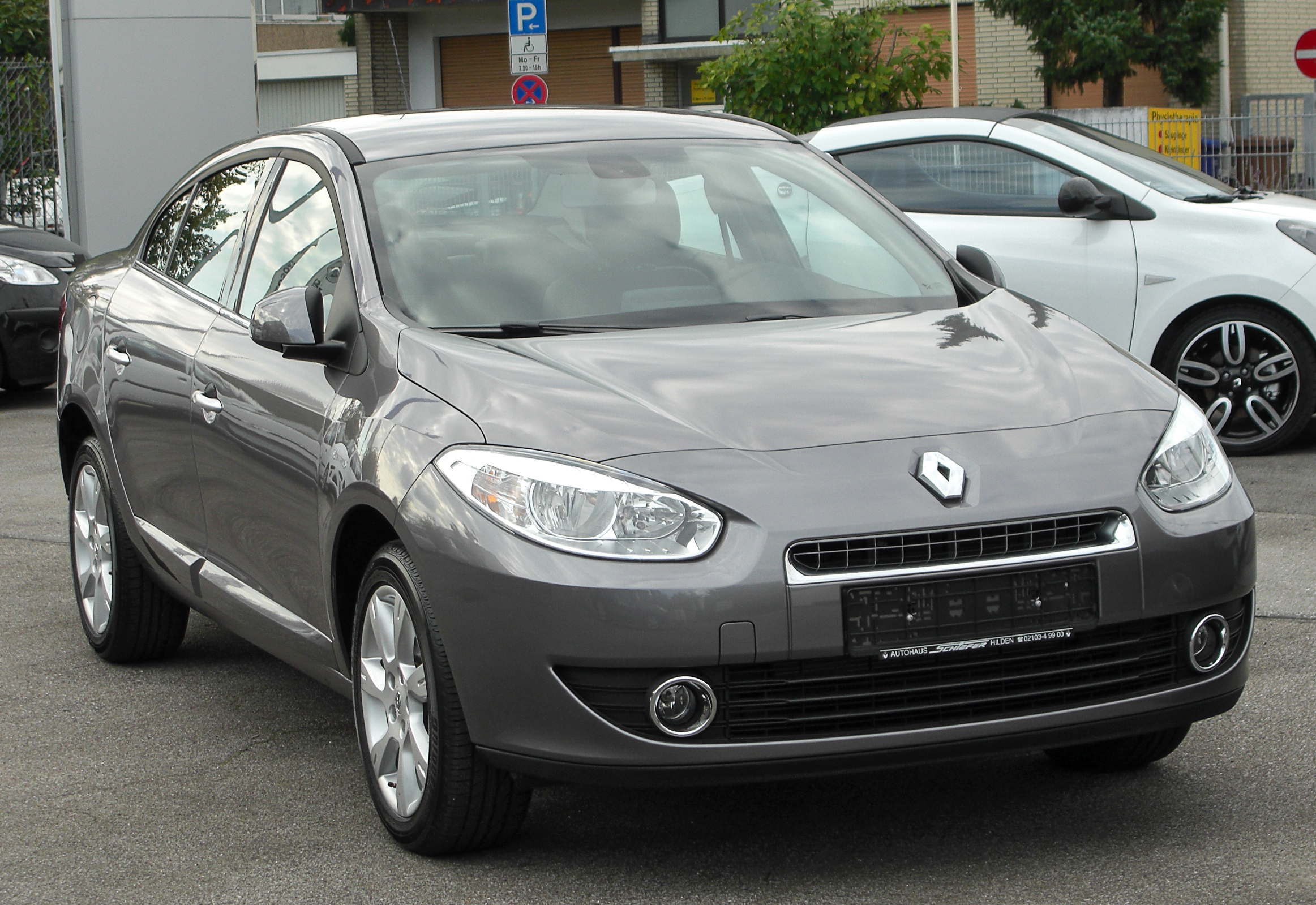
Renault Fluence

### SM3 Z.E.

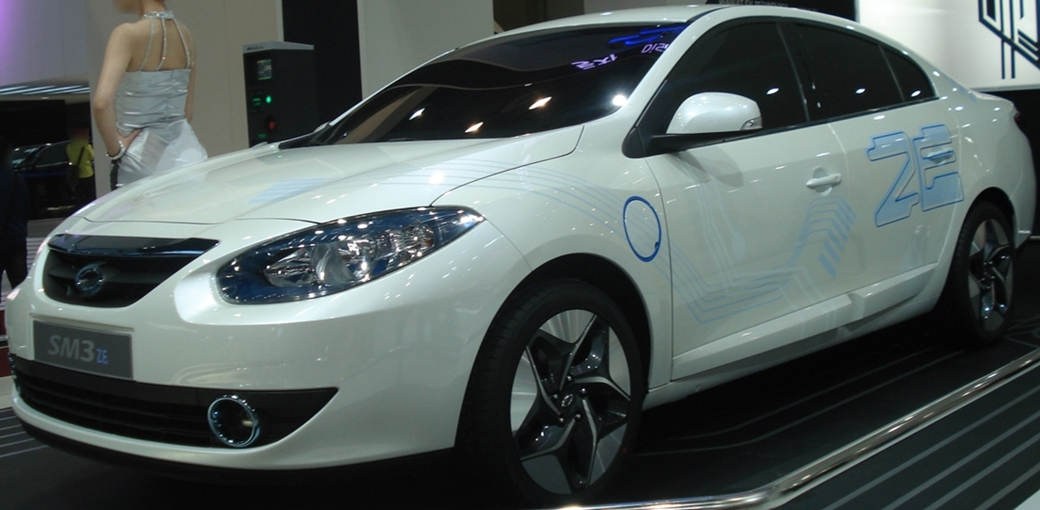
Renault Samsung SM3 Z.E. на автошоу Seoul Motor Show-2011.

На Seoul Motor Show-2011, Renault Samsung Motors представив електричний варіант SM3 під назвою Z.E. Він має базу від Renault Fluence Z.E. і частково фінансується урядом Південної Кореї. Автомобіль запущений у масове виробництво на заводі в Пусані в жовтні 2013 року. Компанія планувала випускати приблизно 4000 одиниць на рік.
У 2013 році, у другий маркетинговий рік і перший, коли авто почали збирати в Південній Кореї, SM3 Z.E. був лідером з продажу електромобілів, з часткою ринку 58% та 453 проданих автомобілів. Компанія комплектувала авто своїм зарядним пристроєм  AC-3, більшою автономністю (160 км) в порівнянні з конкурентами та кращою гарантією на батарею.
У листопаді 2017 року модель отримала більшу батарею 36 (замість 22) кВтгод без збільшення ваги, запас ходу виріс на 57% до 210 км. Вартість складає $38 тис, проте є знижки від уряду. Модель вже не виробляється у Франції, проте випускається в Чилі і в Кореї. У квітні 2016 Міністерство охорони Кореї закупило 1200 авто, також автомобіль досить популярне як таксі у Сеулі, Тегу і Чеджудо.

## Зноски
1. 1 2 3  Renault › Определяем, для каких задач лучше подходит Renault Fluence [Архівовано 1 грудня 2017 у Wayback Machine.], Кирилл Иванов, 11 ноября 2009
2. ↑  2011 SEOUL MOTOR SHOW. Renault.com. Архів оригіналу за 3 квітня 2011. Процитовано 10 квітня 2011.
3. ↑  Renault Samsung Starts Mass-production of Electric Vehicle SM3 Z.E. english.hankyung.com. Korea Economic Daily. 10 липня 2013. Архів оригіналу за 17 березня 2014. Процитовано 11 червня 2013. [Архівовано 2014-03-17 у Wayback Machine.]
4. ↑  Renault Samsung aims to raise EV market share to 60 pct in 2014. english.yonhapnews.co.kr. Yonhap News. 14 березня 2014. Архів оригіналу за 18 березня 2014. Процитовано 17 березня 2014.
5. ↑  Электромобилю Renault Samsung SM3 ZE повысили емкость батареи с 22 до 36 кВтч без увеличения веса, запас хода вырос на 57% до 210 км [Архівовано 14 грудня 2017 у Wayback Machine.], itc.ua, 24.11.2017